# دورودونتیان
دورودونتیان (نام علمی: Dorudontinae) زیرخانواده‌ای از خسروسوسماران کهن‌آب‌باز دوره ائوسن پسین بودند. این گروه توسط اوهن در سال ۲۰۱۳ به عنوان زیرگروهی نامعتبر از خسروسوسماران شناخته شد.